# Distrito de Sundargarh
Sundargarh (en oriya: ସୁନ୍ଦରଗଡ଼ ଜିଲା) es un distrito de la India en el estado de Orissa. Código ISO: IN.OR.SU.
Comprende una superficie de 9712 km².
El centro administrativo es la ciudad de Sundargarh.

## Demografía
Según censo 2011 contaba con una población total de 2080664 habitantes, de los cuales 1 024 941 eran mujeres y 1 055 723 varones.